# Тяньдун
Тяньду́н (кит. упр. 田东, пиньинь Tiándōng) — уезд городского округа Байсэ Гуанси-Чжуанского автономного района (КНР).

## История
Во времена империи Цин в 1874 году был создан уезд Эньлун (恩隆县). В 1934 году он был переименован в Тяньдун.
После вхождения этих мест в состав КНР в конце 1949 года был образован Специальный район Байсэ (百色专区), и уезд вошёл в его состав. В 1951 году был расформирован уезд Ваньган (万冈县), и часть его земель вошла в состав уезда Тяньдун. В декабре 1952 года в провинции Гуанси был создан Гуйси-Чжуанский автономный район (桂西壮族自治区), и Специальный район Байсэ вошёл в его состав. В 1956 году Гуйси-Чжуанский автономный район был переименован в Гуйси-Чжуанский автономный округ (桂西僮族自治州). В 1958 году автономный округ был упразднён, а вся провинция Гуанси была преобразована в Гуанси-Чжуанский автономный район.
В 1971 году Специальный район Байсэ был переименован в Округ Байсэ (百色地区).
Постановлением Госсовета КНР от 2 июня 2002 года округ Байсэ был преобразован в городской округ.

## Административное деление
Уезд делится на 9 посёлков и 1 национальную волость.

## Экономика
В уезде Тяньдун на склонах гор и холмов активно устанавливают солнечные панели и ветряные генераторы для выработки чистой электроэнергии. 